# Evan Rachel Wood
Evan Rachel Wood   (Raleigh, 7 de setembre de 1987) és una actriu nord-americana. Ha rebut Premi de la Crítica Televisiva, així com tres nominacions als Premis Primetime Emmy i tres al Globus d'Or pel seu treball al cinema i la televisió.
Va començar a actuar a la dècada de 1990, apareixent en diverses sèries de televisió, incloses American Gothic (1995–96) i Once and Again (1999–2002). Va debutar com a actriu principal de cinema a nou anys a Digging to China (1997) i va obtenir elogis pel seu paper nominat al Globus d'Or com l'adolescent problemàtica Tracy Freeland a la pel·lícula dramàtica per a adolescents Thirteen (2003). Va continuar actuant principalment en pel·lícules independents, com Pretty Persuasion (2005), Down in the Valley (2005), Running with Scissors (2006) i Across the Universe (2007).
Des del 2008, Wood ha aparegut en pel·lícules més populars, com ara The Wrestler (2008), Whatever Works (2009), The Ides of March (2011) i va retratar Madonna a Weird: The Al Yankovic Story (2022). Va tornar a la televisió l'any següent en el paper recurrent de Sophie-Anne Leclerq, la reina vampir de Louisiana, a True Blood del 2009 al 2011. També va interpretar la filla maliciosa del personatge principal a la minisèrie de HBO Mildred Pierce (2011), per la qual va ser nominada al Globus d'Or i als premis Emmy a la millor actriu secundària. Va protagonitzar l'androide sensible Dolores Abernathy a la sèrie de HBO Westworld (2016–2022), per la qual va guanyar un Critics' Choice Award i va obtenir nominacions als Globus d'Or i als Premis Emmy. Wood també va fer la veu de la reina Iduna a la pel·lícula de fantasia animada de Disney Frozen II (2019). L'any 2024, va començar a interpretar a Audrey al revival Off-Broadway de Little Shop of Horrors.